# Гужено де Муссо, Роже
Анри Роже Гужено де Муссо (также Гужено-де-Муссо; Гужно де Муссо; фр. Roger Gougenot des Mousseaux), известный как шевалье Гужено де Муссо (1805—1876), — французский журналист и писатель
; автор книг по развенчанию магии и эзотерики, вёл повествование о вреде тайных обществ, развивал в своих публикациях тему жидомасонского заговора и антисемитизма, за что был удостоен ордена папы Пия IX.

## Биография
Происходил из аристократической семьи. Был придворным короля Карла X. После свержения короля Июльской революцией 1830 года, Гужено де Муссо, как истинный монархист, отказался признать законность «короля-гражданина» Луи-Филиппа I, представителя Орлеанской ветви королевской династии, и удалился в частную жизнь, где он посвятил себя исследованиям, в первую очередь магии и эзотеризма. Сотрудничал с шевалье Драхом.
Был женат на аристократке Marie-Elisabeth-Constance Gossey de Pontalery.

### «Еврей, иудаизм и иудаизация христианских народов»
Сочинение Гужено де Муссо «Еврей, иудаизм и иудаизация христианских народов» (Париж, 1869) стало первым, заговорившим об антисоциальной миссии еврейства, на фоне доминирующего — по мнению автора — положения, какое евреи успели завоевать в христианских государствах с тех пор, как христиане имели неосторожность сделать из евреев равноправных граждан. Самой характерной чертой еврея является, по мнению Гужено де Муссо, потребность в господстве над другими народами, потребность, черпающая свое начало в гордости национальных инстинктов еврея. Тем не менее, Гужено де Муссо, подобно Боссюэ, считает евреев «избранным народом, наиболее благородным и наиболее священным из народов», но евреи, по его мнению, уже давно уклонились от Моисеева закона: последний всецело уступил место Талмуду, который именно и вселил всеобщую ненависть к евреям. Гужено де Муссо развивает мысль, что историческая миссия, выпавшая на долю избранного народа, должна в конце концов быть выполнена явившимся на смену еврейству христианством.
На немецкий язык его труд переводил Альфред Розенберг, будущий рейхсляйтер нацистской партии. Гужено де Муссо фигурирует в романе «Пражское кладбище» (2010) итальянского писателя Умберто Эко.
В немецком переводе Розенберга («Der Jude, das Judentum und die Verjudung den christlichen Völker»; 1921) слово «иудаизация» было заменено немецким словом «Vernichtung» («уничтожение»; «истребление»).
Сочинение Гужено де Муссо было оценено как «антисемитское», а сам автор — как «клерикал и мракобесный реакционер», — в частности, русским публицистом в эмиграции Вл. Бурцевым в его публикации «Протоколы сионских мудрецов — доказанный подлог» (Париж, 1938).
На русский язык не переводилось.

### Список публикаций
- Étude sur les Beth-El (1843)
- L'émancipation aux Antilles françaises (Париж, 1844)
- Le Monde avant le Christ. Influence de la religion dans les États, ou Séparation et harmonie entre les institutions religieuses et les institutions politiques(П., 1845; переизд. 2005)
- Des Prolétaires, nécessité et moyens d’améliorer leur sort (П., 1846)
- «Бог и боги» (Dieu et les dieux, ou Un voyageur chrétien devant les objets primitifs des cultes anciens, les traditions et la fable, monographie des pierres dieux et de leurs transformations; П., 1854; переизд. 2005)
- Mœurs et pratiques des démons ou des esprits visiteurs, d’après les autorités de l'Église, les auteurs païens, les faits contemporains, etc. (П., 1854; переизд. 2005)
- Essai généalogique sur la maison de Saint-Phalle, d’après monuments et d’après titres existant encore (1860 — текст на сайте Гос. библиотеки Франции)
- «Магия в XIX столетии» (La Magie au dix-neuvième siècle, ses agents, ses vérités, ses mensonges; П., 1860 — текст на сайте Гос. библиотеки)
- «Посредники» (Les Médiateurs et les moyens de la magie, les hallucinations et les savants; le fantôme humain et le principe vital; П., 1863; переизд. 2005)
- «Высшие проявления магии» (Les Hauts Phénomènes de la magie; П., 1864 — текст на сайте Гос. библиотеки; переизд. 2005)
- Mœurs et pratiques des démons ou des esprits visiteurs, d’après les autorités de l'Église, les auteurs païens, les faits contemporains, etc. (П., 1865)
- «Еврей, иудаизм и иудаизация христианских народов» (Le Juif, le judaïsme et la judaïsation des peuples chrétiens; П., 1869 ; 1886; переизд. 2005); немецкий перевод Альфреда Розенберга («Der Jude, das Judentum und die Verjudung den christlichen Völker»; 1921)
- La Question des princes d’Orléans (П., 1872)